# Potoki, Jesenice
Potoki este o localitate din comuna Jesenice, Slovenia, cu o populație de 115 locuitori.